# スティーブ・フランシス
スティーヴン・ディショーン・フランシス（Steven D'Shawn Francis, 1977年2月21日 - ）は、アメリカ合衆国メリーランド州タコマパーク出身の元バスケットボール選手。ニックネームは「ウインク」、「スティービー・ザ・フランチャイズ」（Stevie The Franchise）。

## 経歴
サンジャシント、アレガニーのジュニアカレッジで2年間プレイした後、NCAAディビジョンIのメリーランド大学へ転校、抜群の運動能力と高いバスケットボールスキルから、しばしばアレン・アイバーソンと比較され、注目を集めた。
その後、NBAにアーリーエントリー。1999年のNBAドラフトで、バンクーバー・グリズリーズ（現メンフィス・グリズリーズ）から全体での2位指名を受けるも、カナダの事は全然知らないという理由で入団を拒否。マイケル・ディッカーソン、オセラ・ハリントンらとの交換でヒューストン・ロケッツに放出された。
ルーキーイヤーから恵まれた身体能力を生かし得点を量産。1試合平均18.0得点6.3アシストを記録し、エルトン・ブランドと共にルーキー・オブ・ザ・イヤー（新人王）を受賞する。
その後4シーズンロケッツに在籍。チームのトップスコアラーとして君臨、ファンからも絶大な人気を誇ったが、02-03シーズン、2002年のNBAドラフトで1位指名権を得たロケッツは、中国の長身選手姚明を獲得。低迷するチーム事情からロケッツのフロントはヤオ中心のチーム作りをはじめる。フランシスはこの方針に納得がいかず、03-04シーズン終了後、オーランド・マジックに放出された。
03-04シーズンは、キャリア最低の数字に終わったが、マジックでは再び活躍。グラント・ヒル、ドワイト・ハワードらとプレーオフ進出を賭けて戦うが、あと一歩及ばなかった。05-06シーズンはチームは低迷、フランシスもチームから出場停止処分を受けるなど不本意なシーズンを送った。
05-06シーズン途中、NBAを揺るがすビッグニュースと共にニューヨーク・ニックスへ移籍。このとき、ニックスはチーム史上最悪と形容してよいほどの衰退を見せていた。フランシスはチームの起爆剤となるか注目されたが、エースステフォン・マーブリーとポジションが重複、名将ラリー・ブラウンも効果的なローテーションを見つけることができず、ニックスはディビジョン最下位でシーズンを終えた。フランシスの数字も移籍後は急降下した。このシーズン、ニックスでは24試合に出場したが、先発出場は15試合のみに終わり、マーブリーとは反目する日々が続く。
06-07シーズンも調子は上がらずトレードの噂も流れたが、結局シーズン終了まで残留した。2007年6月28日、NBAドラフト当日のトレードによりポートランド・トレイルブレイザーズに放出され、更にチームの構想から外れ、7月11日に契約解除で解雇された。
07-08シーズンは、古巣ヒューストン・ロケッツに復帰するが出場時間を与えてもらえず、膝の故障が悪化し、シーズン絶望となった。
08-09シーズン途中、ドラフト2巡目指名権との交換でメンフィス・グリズリーズに放出され、間もなく解雇。その後所属チームを見つけることが出来ず、引退となった。

## NBA個人成績

### レギュラーシーズン
| シーズン  | チーム                 | GP  | GS  | MPG  | FG%  | 3P%  | FT%  | RPG | APG | SPG | BPG | PPG  |
| --------- | ---------------------- | --- | --- | ---- | ---- | ---- | ---- | --- | --- | --- | --- | ---- |
| 1999–2000 | ヒューストン・ロケッツ | 77  | 77  | 36.1 | .445 | .345 | .786 | 5.3 | 6.6 | 1.5 | .4  | 18.0 |
| 2000–01   | ヒューストン・ロケッツ | 80  | 79  | 39.9 | .451 | .396 | .817 | 6.9 | 6.5 | 1.8 | .4  | 19.9 |
| 2001–02   | ヒューストン・ロケッツ | 57  | 56  | 41.1 | .417 | .324 | .773 | 7.0 | 6.4 | 1.2 | .4  | 21.6 |
| 2002–03   | ヒューストン・ロケッツ | 81  | 81  | 41.0 | .435 | .354 | .800 | 6.2 | 6.2 | 1.7 | .5  | 21.0 |
| 2003–04   | ヒューストン・ロケッツ | 79  | 79  | 40.4 | .403 | .292 | .775 | 5.5 | 6.2 | 1.8 | .4  | 16.6 |
| 2004–05   | オーランド・マジック   | 78  | 78  | 38.2 | .423 | .299 | .823 | 5.8 | 7.0 | 1.4 | .4  | 21.3 |
| 2005–06   | オーランド・マジック   | 46  | 45  | 37.7 | .433 | .257 | .797 | 4.8 | 5.7 | 1.1 | .2  | 16.2 |
| 2005–06   | ニューヨーク・ニックス | 24  | 15  | 27.5 | .442 | .538 | .761 | 3.0 | 3.5 | 1.0 | .3  | 10.8 |
| 2006–07   | ニューヨーク・ニックス | 44  | 30  | 28.1 | .408 | .378 | .829 | 3.6 | 3.9 | .9  | .3  | 11.3 |
| 2007–08   | ヒューストン・ロケッツ | 10  | 3   | 19.9 | .333 | .235 | .565 | 2.3 | 3.0 | .9  | .5  | 5.5  |
| Career    |                        | 576 | 543 | 37.6 | .429 | .341 | .797 | 5.6 | 6.0 | 1.5 | .4  | 18.1 |
| All-Star  |                        | 3   | 3   | 24.3 | .552 | .500 | .500 | 2.7 | 5.3 | .7  | .0  | 12.0 |

### プレーオフ
| シーズン | チーム                 | GP | GS | MPG  | FG%  | 3P%  | FT%  | RPG | APG | SPG | BPG | PPG  |
| -------- | ---------------------- | -- | -- | ---- | ---- | ---- | ---- | --- | --- | --- | --- | ---- |
| 2004     | ヒューストン・ロケッツ | 5  | 5  | 44.4 | .429 | .412 | .725 | 8.4 | 7.6 | 1.4 | .2  | 19.2 |
| Career   |                        | 5  | 5  | 44.4 | .429 | .412 | .725 | 8.4 | 7.6 | 1.4 | .2  | 19.2 |

## プレイスタイル
高い身体能力と巧みなボールハンドリングで、ストリートバスケでなドリブルを見せる。特に、クロスオーバーと呼ばれる左右に大きくるドリブルは彼の代名詞のひとつである。またスピードを活かしてペネトレイトし、鮮やかなダンクをすることも出来る。しかし、ドリブルを始めるとそこからシュートまで行くという選択肢しかなくなるため、基本的にパスが少なくなる。

## その他
- バンクーバーでのデビュー戦、チームメイトのフリースロー中に、客席からフランシスに向かってトマトが投げ入れられる事件が発生。しかしフランシスは動じず、4クォーター終盤に同点となるジャンプシュートを決めると、延長戦でも活躍しチームを勝利に導いた。

- フリースローを打つ前のルーティンとして、必ず右腕にある亡くなった母親の刺青を触る。

- 晩年、原因不明の偏頭痛に悩まされ、欠場する機会が増えていた。

- ロケッツ時代の元チームメイト、カッティノ・モブリーとは親友である。

- ステフォン・マーブリーとは仲が悪く、ニックス時代は意見が合わず、ロッカールームで度々取っ組み合いの喧嘩を繰り広げていた。

- 07-08シーズン開幕戦、古巣に復帰しファンからも期待されていたがスターターに入れず観客からは「フランシス」コールが出るも、結局出場することは無かった。